# چالاوبکر
چالاوبَکر یا چالاب‌بَکر روستایی واقع در حومه جنوبی شهرستان اسلام‌ آباد غرب در استان کرمانشاه و در فاصله ۷۵ کیلومتری از آن است. روستای چالاوبکر در محدوده کوهستانی استقرار یافته، و آب و هوای آن معتدل کوهستانی است.

## موقعیت جغرافیایی
موقعیت جغرافیایی آن در لغت‌نامه دهخدا، این‌چنین آمده‌ است:
چالاوبکر در لغتنامه دهخدا:
چالاب بکر.[بَ] (اِخ) نام مزرعه‌ای است از دهستان گواور بخش گیلان شهرستان شاه آباد که هوای آن سردسیر و ییلاقی است. بین مزرعهٔ سیدا یاز و گاوسور و درکه واقع شده. هنگام تابستان در حدود ۱۰۰ خانوار چادرنشین از ایل کلهر برای تعلیف احشام و زراعت دیم به این محل می‌آیند و در زمستان به حدود گرمسیر بخش سومار میروند. (فرهنگ جغرافیائی ایران ج ۵).
این روستا قبلاً از توابع شهرستان گیلانغرب بود ولی بعداً به بخش کرند و سپس در تاریخ ۱۳۷۶/۴/۱۷ و با تصویب هیئت وزیران به شهرستان اسلام آباد غرب الحاق شد. اکنون روستای مرزی سه شهرستان اسلام‌آباد غرب، گیلانغرب و کرند غرب می‌باشد.
گرداگرد دشت چالاوبکر را کوه‌هایی همچون حصار دربر گرفته‌اند که از مرتفع‌ترین آن‌ها میتوان به کوه‌های موسوم به گرزه قیو و قلالان اشاره کرد.
چالاوبکر از نظر وسعت اراضی کشاورزی با قریب به دو هزار هکتار زمین کشاورزی رتبه اول شهرستان اسلام آباد غرب را از این حیث دارا می‌باشد.
شرایط مناسب روستا، وجود راه ارتباطی مناسب، فاصله نزدیک تا شهر، وجود وسایل ارتباطی کافی، وجود اماکن آموزشی و مرکز بهداشتی و … پدیده مهاجرت به شهر را در اینجا از رونق انداخته‌است بلکه مخصوصاً در سال‌های اخیر ساختمان‌سازی در روستا توسعه یافته‌است.

## نژاد، تیره‌ها، زبان
نژاد ساکنین چالاوبکر کرد و از ایل کلهر می‌باشد و به زبان کردی و گویش کلهری تکلم می‌کنند. اهالی چالاوبکر متشکل از سه تیره رجب، قندی و حلاج از طایفه خالدی از ایل کلهر می‌باشند. جمعیتی از اهالی این روستا از مردمان کلهر ایوان غرب می‌باشند. شهرت‌های عمده مردم روستا رجبی، پروین، پرندین و… می‌باشد.

## دین و آئین
تمامی ساکنان آن پیرو دین اسلام و مذهب شیعه اثنی عشری بوده و البته آخرین روستای شیعه‌نشین می‌باشد و بعد از آن وارد قلمرو پیروان آیین اهل حق می‌شویم.

## اقتصادمردم
اقتصاد مردم روستا عمدتاً از طریق کشاورزی و دامداری تأمین می‌شود. زراعت این منطقه بیشتر شامل کشت گندم، نخود و جو به صورت دیم می‌باشد. عشایر روستا هم در فصول سرد و گرم سال ییلاق و قشلاق خود را در چالاوبکر و مراتع گرمسیر مناطق گیلانغرب و سومار سپری می‌کنند.

## اماکن زیارتی، جاذبه‌های باستانی وطبیعی
بقعه بورسوار که در ضلع غربی چالاوبکر و بر روی کوهی کم ارتفاع واقع شده‌است، مکانی زیارتی و مقدس برای مردم این دیار محسوب می‌شود. از جاذبه‌های طبیعی چالاوبکر می‌توان به غار موسوم به اشکفت زغم اشاره کرد که در نزدیکی بقعه بورسوار واقع شده‌است.
در وسط روستا تپه‌ای باستانی به نام سرچغا وجود دارد که هر گونه حفاری در آن ممنوع می‌باشد.

## عبور راه‌آهن غرب از چالاوبکر
روستای چالاوبکر در مسیر راه‌آهن غرب قرار دارد و هم‌زمان با شروع عملیات احداث راه‌آهن کرمانشاه - خسروی، این عملیات در بخشی از مسیر که در محدوده چالاوبکر قرار دارد نیز آغاز گردید. البته بعد از شدت گرفتن تحریم‌ها علیه جمهوری اسلامی ایران این عملیات در مسیر چالاوبکر کـُند و سپس در بخش زیادی از این مسیر تعطیل گردید. همچنین در ۲۱ خرداد ۱۳۹۲ محمود احمدی‌نژاد رئیس‌جمهور وقت ایران دستور آغاز عملیات اجرای پروژه راه‌آهن ایلام – اسلام‌آباد غرب را صادر کرد که بر اساس نقشه آن در ۲۰ کیلومتری غرب اسلام‌آباد غرب در ایستگاه چالاوبکر به راه‌آهن کرمانشاه – خسروی اتصال می‌یابد.

## آمار رسمی جمعیت روستا بر اساس سرشماری سال ۱۳۸۵
آمار رسمی جمعیت روستا بر اساس سرشماری سال ۱۳۸۵ , تعداد خانوار: ۱۴۸
| عنوان       | کل      | با سواد | بی سواد |
| ----------- | ------- | ------- | ------- |
| کل جمعیت    | ۶۶۱ نفر | ۴۳۸ نفر | ۱۶۳ نفر |
| جمعیت مردان | ۳۴۳ نفر | ۲۵۳ نفر | ۶۱ نفر  |
| جمعیت زنان  | ۳۱۸ نفر | ۱۸۵ نفر | ۱۰۲ نفر |

## آمار رسمی جمعیت روستا بر اساس سرشماری سال ۱۳۹۰
آمار رسمی جمعیت روستا بر اساس سرشماری عمومی نفوس و مسکن (۱۳۹۰) , تعداد خانوار: ۱۹۵
| عنوان       | کل      |
| ----------- | ------- |
| کل جمعیت    | ۷۵۸ نفر |
| جمعیت مردان | ۳۹۰ نفر |
| جمعیت زنان  | ۳۶۸ نفر |

## آمار رسمی جمعیت روستا بر اساس سرشماری سال۱۳۹۵
آمار رسمی جمعیت روستا بر اساس سرشماری عمومی نفوس و مسکن (۱۳۹۵) , تعداد خانوار: ۲۰۲
| عنوان       | تعداد   |
| ----------- | ------- |
| جمعیت روستا | ۷۵۵ نفر |
| مردان       | ۳۸۹ نفر |
| زنان        | ۳۶۶ نفر |